# 老撾頭孔無鬚魮
老撾頭孔無鬚魮（学名：Poropuntius laoensis）是輻鰭魚綱鯉形目鯉科的其中一個種，分布於亞洲湄公河流域，體長可達32公分，棲息在森林中水質清澈的小溪，屬肉食性，以水生昆蟲為食。

## 外部連結
- 老撾頭孔無鬚魮的圖片